# Mikheil Alania
Pas d'image ? Cliquez ici

a Compétitions nationales et continentales officielles uniquement.

b Matchs officiels uniquement.
Dernière mise à jour le 1 août 2025.
Mikheil Alania (en géorgien : მიხეილ ალანია), né le 19 novembre 2000 à Tbilissi (Géorgie), est un joueur international géorgien de rugby à XV qui évolue au poste de demi de mêlée. 

## Biographie
Membre du RC Chokhosnebi, il participe au Championnat d'Europe des moins de 18 ans en 2017. Après cette compétition, il intègre le RC Jiki, et participe en fin d'année au Championnat d'Europe des moins de 18 ans 2018 en Pologne. 
Quelques mois plus tard, il intègre le groupe des moins de 20 ans pour disputer le Championnat du monde junior 2018. Puis, il intègre l'équipe de Géorgie XV (équipe réserve de Géorgie) pour un tournoi à Tbilissi. 
À l'intersaison 2018, il quitte le RC Jiki pour rejoindre le RC Armazi. Il débute en Didi 10 dès le début de saison face à son ancien club. En fin de saison, il est de nouveau intégré pour le Championnat du monde junior 2019. 
À la suite d'un mondial junior positif, il participe à la préparation à la Coupe du monde 2019 avec l'équipe de Géorgie, sans être toutefois retenu. En début de saison 2019, il intègre le centre de formation du club français du Stade aurillacois, entraîné par son compatriote Levan Datunashvili. 
En 2020, il est intégré au groupe professionnel du Stade aurillacois à la suite de blessures. Il se fait remarquer en inscrivant un essai dès son premier match professionnel face à l'Union sportive montalbanaise. En novembre, il est sélectionné au par la Géorgie pour disputer la Coupe d'automne des nations, et dispute son premier match face à l'Irlande.
Au mois de janvier 2022, il signe son premier contrat professionnel avec le Stade aurillacois. En juin suivant, il participe au bon parcours des espoirs aurillacois qui remportent le premier Championnat de France espoirs du club. Il dispute la finale contre les espoirs du Stade toulousain, au stade Marcel-Michelin de Clermont-Ferrand, remportant le match sur le score de 37 à 26,. Lors des phases finales, il est associé au demi d'ouverture Antoine Aucagne avec qui ils forment une charnière performante.
À l'issue de la saison 2024-2025, étant en fin de contrat avec le Stade aurillacois, il n'est pas conservé.
De ce fait, il s'engage avec le RC Vannes à partir de la saison 2025-2026, signant un contrat de deux saisons.

## Statistiques en équipe nationale
| Année | Compétition                 | Matchs | Points | Essais |
| ----- | --------------------------- | ------ | ------ | ------ |
| 2020  | Coupe d'automne des nations | 1      | -      | -      |
| 2021  | Championnat d'Europe        | 4      | -      | -      |
| 2021  | Test matchs                 | 1      | -      | -      |
| 2022  | Test matchs                 | 1      | -      | -      |
| 2023  | Championnat d'Europe        | 1      | 5      | 1      |
| 2024  | Championnat d'Europe        | 5      | 5      | 1      |
| 2024  | Test matchs                 | 2      | 5      | 1      |
| 2025  | Championnat d'Europe        | 1      | 5      | 1      |
| Total | Total                       | 16     | 20     | 4      |

| Essai | Adversaire | Lieu                               | Compétition          | Date             | Résultat | Score |
| ----- | ---------- | ---------------------------------- | -------------------- | ---------------- | -------- | ----- |
| 1     | Allemagne  | Stade de rugby d'Avchala, Tbilissi | Championnat d'Europe | 5 février 2023   | Victoire | 75-12 |
| 2     | Portugal   | Stade Jean-Bouin, Paris            | Championnat d'Europe | 17 mars 2024     | Victoire | 36-10 |
| 3     | Japon      | Stade de Sendai, Sendai            | Test match           | 13 juillet 2024  | Victoire | 23-25 |
| 4     | Suisse     | Stade de rugby d'Avchala, Tbilissi | Championnat d'Europe | 1er février 2025 | Victoire | 110-0 |

## Palmarès

### En club
- Vainqueur du Championnat de France espoirs en 2022 avec le Stade aurillacois.

### En équipe nationale
- Vainqueur du Championnat d'Europe en 2018 avec l'équipe de Géorgie des moins de 18 ans.
- Vainqueur du Championnat d'Europe en 2021, 2023, 2024 et 2025 avec l'équipe de Géorgie.